# Ion Bostan (academician)
Ion Bostan (n. 31 iulie 1949, comuna Brânza, RSS Moldovenească) este un pedagog moldovean, doctor habilitat, profesor universitar, membru al Academiei de Științe a Moldovei. A fost rector al Universității Tehnice a Moldovei.

## Studii
Medii: Școala Medie, or. Cahul.
Superioare: 1966-1971, Institutul Politehnic „S. Lazo” din Chișinău, Facultatea de Mecanică.Fost membru PCUS

## Activitatea profesională și administrativă
1971 - 1974, inginer la întreprinderea „Moldovahidromașina”, Chișinău.
1974 - prezent, inginer, asistent, lector superior, conferențiar, profesor universitar, Catedra "Teoria Mecanismelor și Organe de Mașini", Institutul Politehnic din Chișinău (astăzi Universitatea Tehnică a Moldovei).
1990-1992, șeful Catedrei "Teoria Mecanismelor și Organe de Mașini".
1994 – prezent, președinte al Asociației Inginerilor din Republica Moldova.
1992 – 2015, rector al Universității Tehnice a Moldovei.
2004 – 2006, președinte al Rețelei Universităților de la marea Neagră.
2007 – prezent, președinte al Consiliului Rectorilor din Republica Moldova.

## Stagii științifice și profesionale
1973, stagiune profesională la Școala Superioară de Ingineri din Moscova.
1976, doctorantura la Institutul Politehnic din Chișinău.
1978-1979, 1983, stagieri științifice la Școala Tehnică Superioară din Bratislava, Cehoslovacia.
- 1995, stagiere Management Universitar, Marea Britanie.
- 1996, stagiere Management Universitar, SUA.
- 2003, stagiere științifică la Universitatea de Științe Aplicate din Konstanz, Germania.

## Grade și titluri științifico-didactice
- 1977, doctor în științe tehnice, Consiliul științific al IMGA din Saratov, Federația Rusă.
- 1989, doctor habilitat în științe tehnice, Consiliul științific al Universității Tehnice de Sta din Moscova "N. Bauman", Federația Rusă.
- 1990, profesor universitar, Comisia Superioară de Atestare a URSS.
- 1992, membru corespondent al Academiei de Științe a Moldovei.
- 1994, academician al Academiei de Științe a Moldovei, specialitatea "Mașinologie și fiabilitatea mașinilor".
- 1998, academician al Academiei Internaționale a Școlii Superioare.
- 1999, academician de Onoare al Academiei Româno - Americane.
- 2000, academician de Onoare al Academiei Tehnice din România.
- 2000, titlul de Doctor Honoris Causa al Universității "Petrol - Gaze", Ploiești.
- 2001, profesor de Onoare al Universității „Dunărea de Jos”, Galați, România
- 2001, Doctor Honoris Causa al Universității Tehnice „Gh.Asachi”, Iași.
- 2003, Doctor Honoris Causa al Universității din Bacău.
- 2004, Doctor Honoris Causa al Universității „Politehnica”, București.
- 2009, Doctor Honoris Causa al Universității de Stat „B. P. Hasdeu” din Cahul.

## Distincții de stat
- 1977, Laureat al Premiului de Stat al RSSM în domeniul Științei și Tehnicii.
- 1989, Titlul onorific de "Inventator Emerit al Republicii Moldova".
- 1994, Decorat cu "Ordinul Republicii".
- 1998, Laureat al Premiului de Stat al Republicii Moldova în domeniul Științei și Tehnicii.
- 2005, Laureat al Premiului Academiei de Științe a Moldovei „INOVATORUL anului 2005”.

## Dinstincții internaționale
- 1994, Inventator de Elită al României.
- 1994, Medalia de Aur HENRI COANDĂ pentru realizări în știință și tehnică.
- 1996, Marele Premiu II al Salonului Mondial al Realizărilor Tehnico-Științifice INPEXXII, Pitsburgh, S.U.A.
- 1997, 1998, 1999, Ordinul "Merite de l'Invention" 6.11.1997 (gradul Chevalier), 6.11.1998 (gradul Officier), 14.11.1999 (gradul Comandor), Brusseles, Belgia.
- 1998, Medalia de Aur, Organizația Mondială de Proprietate Intelectuală (OMPI), Geneva.
- 1998, Membru de Onoare al Societății „Ordinul Sf.Andrei”, Marea Britanie.
- 1998, Medalia de Onoare pentru Știință și Artă a Societății „Albert Schivetzer” din Austria, Viena.
- 1999, Ordinul pentru știință „Meritul European”, Brusseles, Belgia.
- 2000, Ordinul „Steaua României”.
- 2003, Ordinul „Courtoisie Europeen”, Uniunea Europeană.
- 2004, Medalia de Aur a Institutului Uniunii Europene pentru Promovarea Proprietății Intelectuale, Brusseles, Belgia.
- 2010, Ordinul „Leonardo da Vinci”, Forumul Inventatorilor Români, România.

## Activitatea inovațională
- 1985, Expoziția Economia, Știința și Tehnica în RSSM, Dalat, Vietnam
- 1985, Expoziția Mondială a tinerilor Inventatori “Bulgaria-85”, Plovdiv, Bulgaria.
- 1987, Expoziția Învățământ Superior în URSS, Hanoi, Vietnam.
- 1987, Expoziția Învățământ Superior URSS, Atena, Grecia.
- 1987, Expoziția 70-ani URSS, Moscova.
- 1987, Expoziția Economia, Știința și Tehnica RSSM, Ulan-Bator, Mongolia.
- 1987, Expoziția Economia, Știința și Tehnica RSSM, Sofia, Bulgaria.
- 1987, Expoziția “NTP-87”, Moscova, URSS.
- 1988, Expoziția „Invenții Sovietice”, Budapesta, Ungaria.
- 1988, Inovații Tehnice INVECS-88, Brno, Cehoslovacia.
- 1989, Târgul Internațional de toamnă, Leipzig, RDG.
- 1989, Expoziția “De la cercetări fundamentale la implementare în producere”, EREN-89, Moscova, URSS.
- 1989, Expoziție Comercială Mobilă, R.D.G. – Cehoslovacia – Ungaria.
- 1990, Expoziția Realizărilor Tehnico-Științifice, New Delli, India.
- 1990, Târgul Internațional SIRIA – 90, Damasc, Siria.
- 1990, Știința și Tehnica în URSS, Viena, Austria.
- 1993, Expoziția Realizărilor Tehnico – Științifice, Seul, Coreea de Sud
- 1992, 1994, 1996, Salonul Internațional de Invenții și Transfer Tehnologic, Iași, România (3 medalii de aur).
- 1994 – 2012, Saloanele Mondiale de Invenții, Cercetări și Transfer Tehnologic EUREKA, Brusseles, Belgia, (12 medalii de aur și 4 medalii de argint).
- 1991 – 2011, Expoziția Internațională de Invenții, Geneva, Elveția (5 medalii de aur și 8 medalii de argint).
- 1995, Salonul Internațional de Invenții ale Tinerilor Inventatori, organizată sub egida UNESCO, Iași, România (1 medalie de aur).
- 1997, Salonul Aeronautic „Le Bourget”, Paris, Franța.
- 1998, Salonul Internațional de Invenții, Cercetări și Transfer Tehnologic, Casablanca, Morocco, (1 medalie de aur)
- 1996 – 1999, 2005, 2006, Saloanele Internaționale de Invenții și Transfer Tehnologic, INPEX, Pittsburgh, SUA (Marele Premiu II, 5 medalii de aur și 2 medalii de argint)
- 1999 – 2009, 2011, Expoziția Internațională INFOINVENT, Chișinău, Republica Moldova (14 medalii de aur, 10 medalii de argint și 7 medalii de bronz)
- 2000, Expoziția Internațională „Expo-2000”, Hanovra, Germania.
- 2000, Salonul de Performanțe Științifice și Invenții Românești.
- 2003, 2005, 2007, 2009, Expoziția Internațională ECOINVENT, Iași, România (1 Medalie de Aur cu mențiunea juriului, 6 medalii de aur, 3 medalie de argint, 2 premii speciale).
- 2006, 2008, 2009, 2010, 2011, 2012, Expoziția Internațională de Invenții si Transfer Tehnologic INVENTICA, Iași, România (menționate cu 9 medalii de aur; 2 premii speciale: OSIM, România, Institutul Național de Invenții, Iași, România.
- 2006, 2007, Salonul Internațional de Invenții și Tehnologii Noi „INVENTIKA”, București, România (1 medalie de aur; 1 medalie de argint, 1 medalie de bronz).
- 2006, 2007, 2008, 2009, 2010, 2011, 2012 Expoziția Internațională de Invenții și Tehnologii Noi „Novîi ceas”, Sevastopol, Ucraina (Premiul OOO „Raduga 57”i13 medalii de aur, 7 medalii de argint, 3 premii speciale)
- 2006, Expoziția Internațională de Invenții și Inovații „Vinahodi Innovacii”, Kiev, Ucraina.
- 2007, 2008, 2009, 2010, 2011, Expoziția Internațională “Moskovskij Mezdunarodnyj Salon Promyshlennoj Sobstvennosti” Arhimed, (1 medalie de aur, 5 medalii de argint).
- 2007, 2008, 2009, 2010, 2011, 2012, Salonul Internațional de Inventică PROINVENT, Cluj - Napoca, România (11 medalii de aur; 5 de medalii argint, 1 medalie de bronz).
- 2008, The First International Inventor’s Day Convention and the National Inventor’s Day organised by the National Research Council of Tailand (NRCT). (1 medalie de argint).
- 2008, The 6th International Exhibition (SuZhou) of Inventions, China: (1 medalie de aur și 1 medalie de argint).
- 2008, A 15-a Expoziție Internațională Specializată „Food & Drinks. Food Technology”, MoldExpo, Chișinău, (Diploma Ministerului Agriculturii și Industriei Alimentare).
- 2007, 2008, 2009, 2010, 2011, 2012, Expoziția Națională „Industria constructoare de mașini. Prelucrarea materialelor, mașini - unelte și instrumente”, Chișinău, MoldExpo (6 diplome ale Camerei de Comerț și Industrie).
- 2009, 2010, 2011, 2012, Expoziția Europeană a Creativității și Inovării EuroInvent, Iași, (Marele Premiu al Juriului pentru 4 volume „Antologia Invențiilor”, Premiul Juriului pentru Protecția Mediului, Premiul Forumului Inventatorilor Români, Premiul FIR „Cupa de Aur”, 12 medalii de aur, 5 medalii de argint, 1 medalie de bronz și o diplomă de excelență).
- 2012, Expoziția Internațională de Invenții IWIS 2012, Varșovia (Glory Medale, Federația Internațională a Asociațiilor Inventatorilor (IFIA); Medalia Specială a Asociației Asiatice a Inventatorilor, 2 medalii de aur, 1 medalie de argint).
- 2012, Salonul Inventatorilor, ediția a III-a, Baia Mare, România(diplomă și trofeul salonului inventatorilor, diplomă de excelență).

1. ↑  Calendar Național, Ed. Bibliotecii Naționale a Republicii Moldova, 2003, pp. 183-185